# جبل باتوك
جبل باتوك (بالإنجليزية: Mount Batok)‏ هو مخروط جمرة يقع في جاوة الشرقية بإندونيسيا. يبلغ ارتفاع هذا البركان 2،440 مترًا (8،005 قدمًا) فوق مستوى سطح البحر، ويقع بين أربع مقاطعات: ريجنسي بروبولينغو وريجنسي باسوروان ولوماجانغ ريجنسي و مالانغ ريجنسي. يقع موقع جبل باتوك في الغرب من جبل برومو. هذا الجبل هو أحد البراكين غير النشطة الموجودة داخل كالديرا تنغر. جبل باتوك جزء من منتزه برومو تنغير سيميرو الوطني.